# Rödgölen-Svartgölen
Rödgölen-Svartgölen este o arie protejată (arie specială de conservare — SAC, sit de importanță comunitară — SCI, arie de protecție specială avifaunistică — SPA) din Suedia întinsă pe o suprafață de 297,2 ha, integral pe uscat.

## Localizare
Centrul sitului Rödgölen-Svartgölen este situat la coordonatele 58°41′29″N 16°07′18″E / 58.6914°N 16.1216°E.

## Înființare
Situl Rödgölen-Svartgölen a fost declarat sit de importanță comunitară în iulie 2000 pentru a proteja 1 specie de plante și 3 specii de animale. Alte tipuri de protecție:
- arie de protecție specială avifaunistică (în iulie 2000)[2]
- arie specială de conservare (în martie 2011)[1][3][4]

## Biodiversitate
Situată în ecoregiunea boreală, aria protejată conține 4 habitate naturale: Lacuri și iazuri distrofice naturale, Păduri caducifoliate de mlaștină fino-scandinave, Mlaștini împădurite, Taiga vestică.
La baza desemnării sitului se află mai multe specii protejate:
- plante (1): Buxbaumia viridis
- păsări (3): ciocănitoare neagră (Dryocopus martius), cocoșul de mesteacăn (Tetrao tetrix tetrix),  cocoș de munte (Tetrao urogallus)